# Замок Маргарити
Замок Маргарити (англ. Margaret's Castle) — один із замків Ірландії, розташований в графстві Даун, Північна Ірландія, земля Ардгласс. Замок межового типу, побудований, імовірно, в XV століття. Нині зберіглося тільки два поверхи замку, але в давні часи він був набагато вищий. Цокольний поверх сполучався з прямокутною вежею з виступаючими башточками на північно-західній стіні. Отвір між вежами був захищений бійницями. Гвинтові сходи вели на верх західної вежі.
Замок Маргарити нині є пам'яткою історії та архітектури землі Ардгласс і охороняється законом.
Крім замку Маргарити зберіглося ще 5 замків оборонної системи землі Ардгласс. Чотири з цих замки досить непогано збереглися і їх можна оглянути. Це замки: Ардгласс, Кавд, замок Маргарити, замок Джордан.